# Cistationinska g-lijaza
Cistationinska g-lijaza (EC 4.4.1.1, homoserinska deaminaza, homoserinska dehidrataza, cistinska desulfhidraza, cisteinska desulfhidraza, gama-cistationaza, cistationaza, homoserinska deaminaza-cistationaza, gama-CTL, cistalisin, L-cistationinska cistein-lijaza (deaminacija)) je enzim sa sistematskim imenom L-cistationin cistein-lijaza (deaminacija, formira 2-oksobutanoat). Ovaj enzim katalizuje sledeću hemijsku reakciju
-cistationin + H2O {\displaystyle \rightleftharpoons } -cistein + 3 + 2-oksobutanoat (sveukupna reakcija);;
(1a) -cistationin {\displaystyle \rightleftharpoons } -cistein + 2-amoniobut-2-enoat
(1b) 2-amoniobut-2-enoat + H2O {\displaystyle \rightleftharpoons } 2-oksobutanoat + NH3 (sponta reakcija)
Ovaj enzim je multifunkcionalni piridoksal-fosfatni protein.

## Literatura
- Nicholas C. Price; Lewis Stevens (1999). Fundamentals of Enzymology: The Cell and Molecular Biology of Catalytic Proteins (Third изд.). USA: Oxford University Press. ISBN 019850229X.
- Eric J. Toone (2006). Advances in Enzymology and Related Areas of Molecular Biology, Protein Evolution (Volume 75 изд.). Wiley-Interscience. ISBN 0471205036.
- Branden C; Tooze J. Introduction to Protein Structure. New York, NY: Garland Publishing. ISBN 0-8153-2305-0.
- Irwin H. Segel. Enzyme Kinetics: Behavior and Analysis of Rapid Equilibrium and Steady-State Enzyme Systems (Book 44 изд.). Wiley Classics Library. ISBN 0471303097.
- William P. Jencks (1987). Catalysis in Chemistry and Enzymology. Dover Publications. ISBN 0486654605.

## Spoljašnje veze
- Cystathionine+gamma-lyase на 